# Kościół św. Szymona i św. Judy Tadeusza w Łodygowicach
Kościół pw. św. Apostołów Szymona i Judy Tadeusza – kościół parafialny parafii Świętych Apostołów Szymona i Judy Tadeusza w Łodygowicach w powiecie żywieckim.
Kościół znajduje się na Szlaku Architektury Drewnianej województwa śląskiego w pętli beskidzkiej.

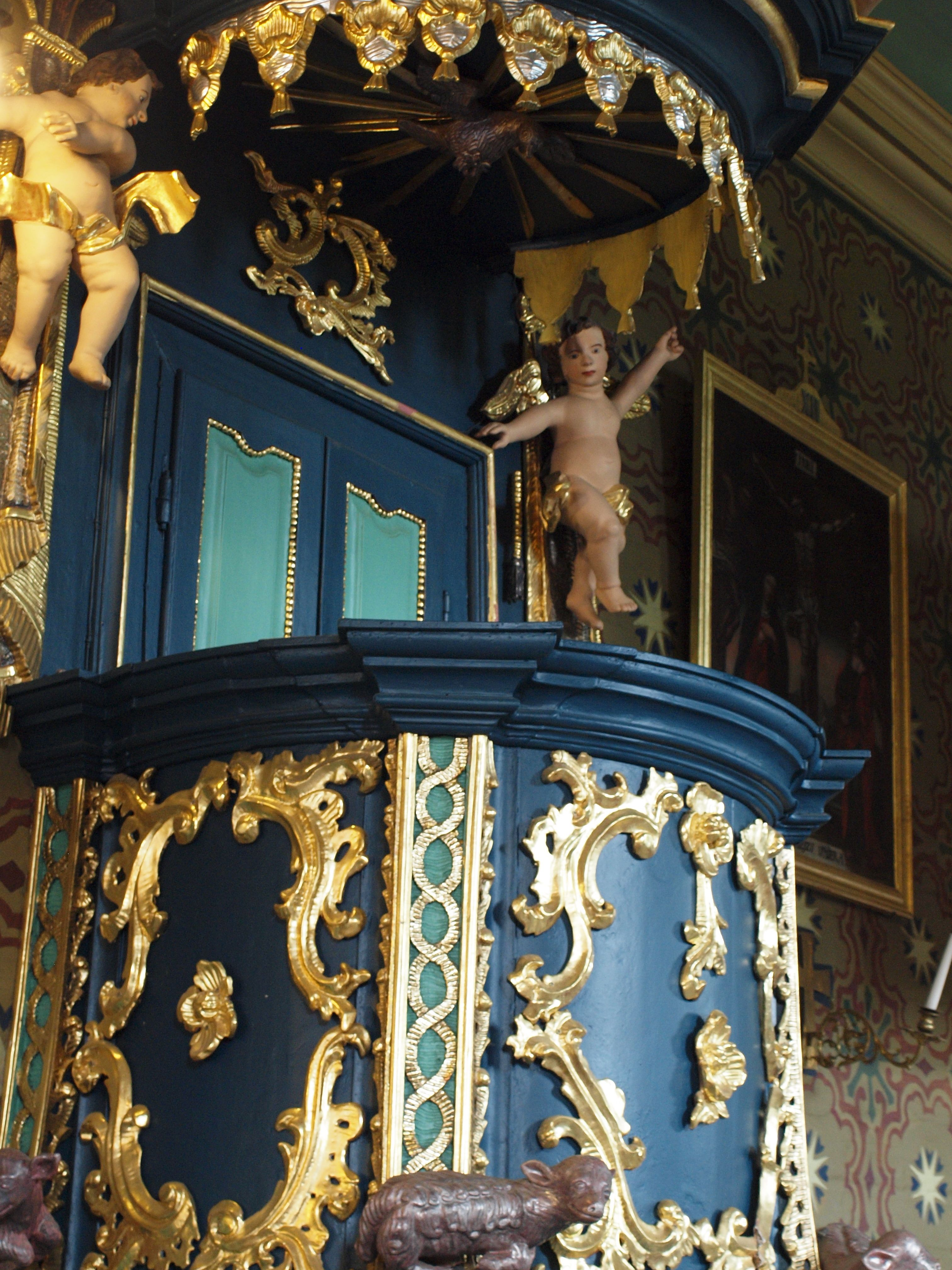
Wnętrze świątyni - ambona

Na miejscu XIII-wiecznej kaplicy św. Stanisława Biskupa, wzniesiono w latach 1634–1636 obecny kościół. Świątynia zbudowana w konstrukcji zrębowej z drewna modrzewiowego. Osobno stojąca dzwonnica została w 1644 r. dostawiona do kościoła. W 1687 r. powiększono prezbiterium, zaś w latach 1748–1799 poszerzono nawę i dobudowano boczne kaplice Matki Bożej Różańcowej i św. Franciszka z Asyżu. Od wschodniej strony do prezbiterium przylega kaplica Ogrójec z figurą Chrystusa Frasobliwego. W 1797 r. przebudowano wieżę z izbicą i baniastym hełmem. Wokół kościół obiegają zamknięte soboty. Dach świątyni pokryty gontem. Wewnątrz świątyni umieszczono 8 ołtarzy:
- główny w stylu rokoko,
- Dzieciątka Jezus i Najświętszego Serca Pana Jezusa w stylu neogotyckim z 1914 r.,
- Matki Bożej Częstochowskiej, Matki Bożej Różańcowej, św. Józefa, św. Antoniego w stylu barokowym.

Obecna polichromia pochodzi z roku 1929 i jest dziełem malarza Giebułtowskiego.